# Doué (Côte d'Ivoire)
Doué est un village de Côte d'Ivoire situé sur l'A7 entre Touba et Man.

## Histoire
Le 24 juillet 1899, Georges Mangin et Alfred Louis Woelffel visitent le village avant de fonder le poste de Nouantogloui.